# Phytomyza thalictrivora
Phytomyza thalictrivora este o specie de muște din genul Phytomyza, familia Agromyzidae, descrisă de Spencer în anul 1969. Conform Catalogue of Life specia Phytomyza thalictrivora nu are subspecii cunoscute.